# Драгова, Лиана
Лиана Драгова (словац. Liana Drahová; 22 апреля 1953 года, Братислава, Чехословакия) — фигуристка из Чехословакии, бронзовый призёр чемпионата Европы 1974 года. В 1968—1969 годах выступала в парном катании с Петром Бартошевичем, позднее выступала в женском одиночном катании.

## Карьера
Лиана Драгова родилась в крупнейшем городе Словакии Братиславе в 1953 году. Фигурным катанием начала заниматься с пяти лет. Её бабушка работала в ледовом дворце, и Лиана постоянно была под присмотром на льду.
В 13 лет когда у неё появились первые успехи в одиночном катание Лиану поставили в пару. Они удачно выступали на международных соревнованиях. Однако в 1969 году на чемпионате мира произошла трагедия. Во время поддержки Бартошевич упал, на него сверху рухнула партнёрша. С травмой позвоночника Петр попал в госпиталь. После этого ему пришлось закончить с фигурным катанием.
Драгова вновь начала выступать в одиночном катании. Сразу с нового сезона она вошла в состав сборной и начала выступать на международных соревнованиях. Лиана Драгова рассчитывала, что её отправят на Олимпийские игры в Саппоро. Однако спортивное руководство Чехословакии отказалась от квоты. Продолжала выступать на соревнованиях до весны 1975 года и решила не бороться за право выступать на Олимпийских играх в следующем году, хотя имела на это все шансы (Чехословакия имела две квоты в женском разряде).

## Личная жизнь
После этого она начала работать тренером. Осенью 1975 года Лиана вышла замуж. В 1976 году у неё родилась дочь. Однако брак долго не продолжился, и вскоре Драгова снова вышла замуж и родила сына. Затем она вернулась к первому мужу. Однако брак так и не состоялся. Лиана работает тренером в австрийском Линце.

## Спортивные достижения

### Пары
| Соревнования/Сезоны     | 1968 | 1969 |
| ----------------------- | ---- | ---- |
| Зимние Олимпиады        | 12   |      |
| Чемпионаты мира         | 10   | WD   |
| Чемпионаты Европы       | 8    |      |
| Чемпионаты Чехословакии | 1    | 1    |

- WD = Снялась с соревнования

### Женщины
| Соревнования/Сезоны     | 1970 | 1971 | 1972 | 1973 | 1974 | 1975 |
| ----------------------- | ---- | ---- | ---- | ---- | ---- | ---- |
| Чемпионаты мира         |      |      |      | 7    | 9    | 11   |
| Чемпионаты Европы       | 14   | 14   | 12   | 4    | 3    | 4    |
| Чемпионаты Чехословакии | 2    | 2    | 1    | 1    | 1    |      |